# Trocmi
I Trocmii o Trocmi furono una delle tre antiche tribù celtiche della Galazia, nell'Asia Minore centrale, insieme con i Tolistobogi e Tectosagi, facenti parte del gruppo celtico che si mosse dalla Macedonia verso l'Asia Minore all'inizio del III secolo a.C. 
Le tre tribù furono tutte sconfitte nel 189 a.C. dal console romano Gneo Manlio Vulsone nella battaglia del Monte Olimpo e Monte Magaba. 